# روي مور
روي مور (بالإنجليزية: Roy Moore)‏ (18 ديسمبر 1923 في المملكة المتحدة - 1 يناير 1991) هو لاعب كرة قدم بريطاني (وحمل سابقاً جنسية المملكة المتحدة لبريطانيا العظمى وأيرلندا) في مركز الدفاع. لعب مع غريمسبي تاون وسبالدينغ يونايتد ‏.